# Homec (gmina Rečica ob Savinji)
Homec – wieś w Słowenii, w gminie Rečica ob Savinji. W 2018 roku liczyła 121 mieszkańców.